# 숙원
숙원은 조선시대의 내명부(內命婦)이다. 왕의 후궁에게 내린 작호로서, 내명부의 여덟 번째 자리의 맨 끝이며, 품계는 종4품이다.